# 路 (姓)
路（ろ）は、漢姓の一つ。

## 中国の姓
2020年の中華人民共和国の統計では人数順の上位100姓に入っておらず、台湾の2018年の統計では236番目に多い姓で、1,274人がいる。

### 著名な人物
- 路博徳 - 前漢の将軍
- 路招 - 後漢の将軍
- 路雄：北魏の将軍
- 路皋：宋代の画家
- 路敬淳：唐の学者
- 路家敏（中国語版）：前香港芸能人
- 路甬祥（中国語版）：中国科学院学士院会員、院長
- 路東尚（中国語版）：招金鉱業会長
- 路祥安（中国語版）：前香港行政長官高級特別助理

## 朝鮮の姓
路（ろ、ノ、ロ、朝: 노,로）は、朝鮮人の姓の一つである。

### 氏族
元々中国の姓氏で中国皇帝が子孫を路に封じたことに由来する。本貫は下記の4本があったが、ほとんどは開城路氏である。開城路氏の始祖は中国元の翰林学士路誾儆で、高麗恭愍王の時魯国公主に随行して来た後に開城に土着した。
| 氏族（地域） | 創始者                     | 人数（2015年） | 備考     |
| ------------ | -------------------------- | -------------- | -------- |
| 江華路氏     |                            | 13             | 강화노씨 |
| 開城路氏     | 中国の元の翰林学士の路誾儆 | 148            | 개성노씨 |
| 大元路氏     |                            | 5              | 대원노씨 |
| 海州路氏     |                            | 5              | 해주노씨 |
| 開城路氏     | 中国の元の翰林学士の路誾儆 | 34             | 개성로씨 |

### 人口と割合
| 年度   | 人口                                     | 世帯数 | 順位         | 割合 |
| ------ | ---------------------------------------- | ------ | ------------ | ---- |
| 1960年 |                                          |        |              |      |
| 1985年 |                                          |        | 274姓中153位 |      |
| 2000年 |                                          |        |              |      |
| 2015年 | 223人（うち「ノ」は178人、「ロ」は45人） |        |              |      |